# Objawienia Róży Duchownej z Montichiari
Objawienia Maryi Róży Duchownej z Montichiari i Fontanelle – prywatne objawienia maryjne, jakie doświadczyć miała włoska pielęgniarka Pierina Gilli w 1947 i 1966.

## Historia
Pierwsze objawienie miało miejsce 24 listopada 1946 w szpitalu w Montichiari. Pielęgniarka ujrzała kobiecą postać, w której piersi tkwiły trzy miecze, a szatę przystrajały trzy róże: biała, czerwona i złota. Podczas drugiego objawienia Maryja wskazała Pierinie źródło wody w miejscowości Fontanelle koło Brescii jako miejsce oczyszczenia i źródło łask. Maryja prosiła o modlitwę, pokutę i pokorę. Przy kolejnych objawieniach nakazywała szerzenie kultu Rosa Mistica (Róży Duchownej), która płacze przez grzechy ludzkości. Życzyła sobie również ustanowienia święta ku jej czci. W grudniu 1947 Maryja przekazała życzenie, by każdego roku w dniu 8 grudnia, w południe, obchodzono Godzinę Łaski dla świata.  Na pytanie Pieriny Maryja wyjaśniła, czym będzie owa Godzina Łaski: "Zaowocuje ona wieloma nawróceniami. Serca zatwardziałe i zimne jak ten marmur zostaną dotknięte Bożą łaską i staną się wiernymi czczicielami naszego Pana, i będą Go szczerze miłować". .
Figury z podobiznami Róży Duchownej rozpowszechniono na całym świecie. W wielu miejscach przy figurach działy się niewyjaśnione zjawiska: cuda, łzy na figurze. Objawienia mimo kultu wiernych zostały w 1971 roku uznane przez Kościół za negatywne. Na przestrzeni dekad Kościół ich pięć razy nie uznawał. W 2001 roku biskup diecezji Brescia, nie unieważniając poprzednich decyzji, przychylił się do kultu Matki Bożej Róży Duchownej. Z uwagi na tłumy wiernych, w 2019 nowy biskup Pierantonio Tremolada utworzył tam sanktuarium. W lipcu 2024 Dykasteria Nauki Wiary wydała pozytywną opinię na temat objawień stwierdzając, że "duchowa propozycja, która wyłania się z doświadczeń opowiedzianych przez Pierinę Gilli w związku z Marią Rosa Mystyca, nie zawiera elementów teologicznych ani moralnych sprzecznych z nauką Kościoła".